# فرد ريدلي
فرد ريدلي (بالإنجليزية: Fred Ridley)‏ هو لاعب غولف ومحامي أمريكي، ولد في 16 أغسطس 1952 في ليكلاند في الولايات المتحدة.